# Marie-Noëlle Gibelli
Pour les articles homonymes, voir Gibelli.
Marie-Noëlle Gibelli est une femme politique monégasque. Elle est membre du Conseil national depuis 2018.